# Boyle, Mississippi
För andra betydelser, se Boyle (olika betydelser).
Boyle är en ort (town) i Bolivar County i Mississippi i USA.
Boyle fick stadsprivilegier 1895.
Vid 2020 års folkräkning hade Boyle 532 invånare. Orten ingår i Clevelands storstadsområde (micropolitan statistical area).